# Good Morning Freedom
"Good Morning Freedom" is een nummer van de Britse band Blue Mink. Het verscheen op hun debuutalbum Melting Pot uit 1969. Op 13 maart 1970 werd het uitgebracht als de tweede single van het album.

## Achtergrond
"Good Morning Freedom" is geschreven door zanger Roger Cook, in samenwerking met Roger Greenaway, Albert Hammond en Mike Hazlewood, en geproduceerd door de gehele band. In het Verenigd Koninkrijk werd het uitgebracht als losstaande single, maar in de Verenigde Staten verscheen het hiernaast ook op het album Real Mink. Het was, na voorganger "Melting Pot", de tweede hit van de groep. Het behaalde de tiende plaats in de Britse UK Singles Chart en kwam ook in onder meer Ierland in de top 10 terecht. In Nederland piekte de single op de vijfde plaats in de Top 40 en de zesde plaats in de Hilversum 3 Top 30, terwijl in Vlaanderen de vierde positie in een voorloper van de Ultratop 50 werd gehaald.
"Good Morning Freedom" is gecoverd door onder meer Elton John, Peters & Lee en John Williams. Ook Madeline Bell, de zangeres van Blue Mink, bracht een soloversie uit, net als co-auteur Albert Hammond.

## Hitnoteringen

### Nederlandse Top 40
| Hitnotering: 04-04-1970 t/m 13-06-1970 | Hitnotering: 04-04-1970 t/m 13-06-1970 | Hitnotering: 04-04-1970 t/m 13-06-1970 | Hitnotering: 04-04-1970 t/m 13-06-1970 | Hitnotering: 04-04-1970 t/m 13-06-1970 | Hitnotering: 04-04-1970 t/m 13-06-1970 | Hitnotering: 04-04-1970 t/m 13-06-1970 | Hitnotering: 04-04-1970 t/m 13-06-1970 | Hitnotering: 04-04-1970 t/m 13-06-1970 | Hitnotering: 04-04-1970 t/m 13-06-1970 | Hitnotering: 04-04-1970 t/m 13-06-1970 | Hitnotering: 04-04-1970 t/m 13-06-1970 | Hitnotering: 04-04-1970 t/m 13-06-1970 |
| Week                                   | 1                                      | 2                                      | 3                                      | 4                                      | 5                                      | 6                                      | 7                                      | 8                                      | 9                                      | 10                                     | 11                                     |                                        |
| -------------------------------------- | -------------------------------------- | -------------------------------------- | -------------------------------------- | -------------------------------------- | -------------------------------------- | -------------------------------------- | -------------------------------------- | -------------------------------------- | -------------------------------------- | -------------------------------------- | -------------------------------------- | -------------------------------------- |
| Nummer                                 | 38                                     | 21                                     | 12                                     | 8                                      | 6                                      | 5                                      | 7                                      | 9                                      | 14                                     | 21                                     | 34                                     | uit                                    |

### Hilversum 3 Top 30
| Hitnotering: 11-04-1970 t/m 13-06-1970 | Hitnotering: 11-04-1970 t/m 13-06-1970 | Hitnotering: 11-04-1970 t/m 13-06-1970 | Hitnotering: 11-04-1970 t/m 13-06-1970 | Hitnotering: 11-04-1970 t/m 13-06-1970 | Hitnotering: 11-04-1970 t/m 13-06-1970 | Hitnotering: 11-04-1970 t/m 13-06-1970 | Hitnotering: 11-04-1970 t/m 13-06-1970 | Hitnotering: 11-04-1970 t/m 13-06-1970 | Hitnotering: 11-04-1970 t/m 13-06-1970 | Hitnotering: 11-04-1970 t/m 13-06-1970 | Hitnotering: 11-04-1970 t/m 13-06-1970 |
| Week                                   | 1                                      | 2                                      | 3                                      | 4                                      | 5                                      | 6                                      | 7                                      | 8                                      | 9                                      | 10                                     |                                        |
| -------------------------------------- | -------------------------------------- | -------------------------------------- | -------------------------------------- | -------------------------------------- | -------------------------------------- | -------------------------------------- | -------------------------------------- | -------------------------------------- | -------------------------------------- | -------------------------------------- | -------------------------------------- |
| Nummer                                 | 19                                     | 12                                     | 8                                      | 7                                      | 7                                      | 6                                      | 10                                     | 12                                     | 23                                     | 28                                     | uit                                    |

### NPO Radio 2 Top 2000
| Nummer met noteringen in de NPO Radio 2 Top 2000 | '00  | '01  | '02  |
| ------------------------------------------------ | ---- | ---- | ---- |
| Good Morning Freedom                             | 1770 | 1854 | 1296 |

1. ↑  Een vetgedrukt getal geeft de hoogste notering aan.
2. ↑  2000 was het eerste jaar met een notering voor dit nummer.
3. ↑  Deze tabel is bijgewerkt tot en met de laatste editie (2024).